# 羅珊娜拉·貝居姆

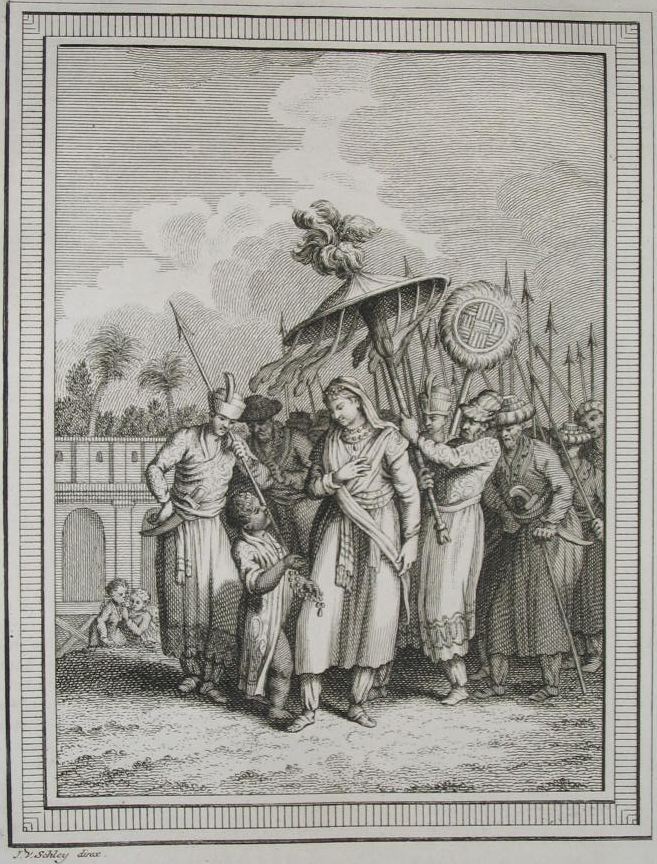
羅珊娜拉·貝居姆與她的侍從

羅珊娜拉·貝居姆（波斯語：روشن آرا بیگم，她的名字意為「光彩奪目」，1617年9月3日—1671年9月11日），是蒙兀兒帝國的一位公主，為蒙兀兒皇帝沙賈汗和皇后慕塔芝·瑪哈的女兒。羅珊娜拉是一名詩人，也是弟弟奧朗則布的支持者，在1657年沙賈汗得病後發生的皇位繼承戰爭中支持奧朗則布贏取皇位，當奧朗則布於1658年登基後，授予羅珊娜拉帕德莎·貝居姆（第一夫人）的頭銜，讓羅珊娜拉取代長姐兼競爭對手嘉罕娜拉·貝居姆，使她成為蒙兀兒帝國事實上後宮的第一把交椅，成為奧朗則布統治初期實力強大的政治人物。然而，當沙賈汗去世後，嘉罕娜拉與奧朗則布和解，重新獲得帕德莎·貝居姆的頭銜，取代了羅莎娜拉的政治地位，在羅珊娜拉生命的最後幾年裡，她遠離宮廷，過著隱居般的生活。
如今羅珊娜拉以羅珊娜拉巴格出名，這是一座位於現今德里北部的休閒花園，最早由羅珊娜拉下令在1650年開始建造，在其逝世後，被埋葬於花園裡的陵墓。